# Mykyta Schewtschenko
Mykyta Ruslanowytsch Schewtschenko (ukrainisch Микита Русланович Шевченко; englische Transkription Mykyta Shevchenko; * 26. Januar 1993 in Horliwka, Ukraine) ist ein ukrainischer Fußballspieler, der für Karpaty Lwiw in der Premjer-Liha, der höchsten ukrainischen Spielklasse, spielt.

## Sportliche Laufbahn
Der Torwart hat seit 2009 einen Profivertrag mit Schachtar Donezk, ist jedoch nie in einem Ligaspiel des Vereins eingesetzt worden. Zwischen 2011 und 2013 war er an den Verein Illitschiwez Mariupol und von 2013 bis 2016 an Sorja Luhansk ausgeliehen.
Mykyta Schewtschenko bestritt drei Länderspieleinsätze für die ukrainische U-21-Nationalmannschaft und hatte bisher noch keinen Länderspieleinsätze für die Fußballnationalmannschaft der Ukraine, wurde aber bei der Fußball-Europameisterschaft 2016 als zweiter Ersatztorwart ins EM-Aufgebot der Ukraine aufgenommen, kam jedoch im Turnier nicht zum Einsatz.
Am 2. Februar 2019 unterzeichnete er einen Vertrag über 2,5 Jahre bei Sorja Luhansk.